# 兵庫県立明石公園球技場兼自転車競技場
兵庫県立明石公園球技場兼自転車競技場（ひょうごけんりつあかしこうえん きゅうぎじょう けん じてんしゃきょうぎじょう）は、兵庫県明石市の兵庫県立明石公園内にある、球技場及び自転車競技場である。

## 歴史
1950年4月、明石競輪場として設営。市営競輪が行われていたが、当時の兵庫県知事・阪本勝の県営ギャンブル廃止表明に基づき、1961年3月に廃止となった。
競輪廃止後はほとんど手付かずのまま放置された状態になっていたが、1977年6月、兵庫県から予算が下りたことで施設が整備され、日本自転車競技連盟公認（1周400メートル）の自転車競技場として再生。加えて、サッカーやラグビーなどができる球技場としても整備された。
競輪場時代の車券売り場の敷地跡地には、明石市立図書館と兵庫県立図書館が建てられている。
2006年の第61回国民体育大会（のじぎく兵庫国体）のトラックレース会場となった他、1999年の全国都道府県対抗自転車競技大会において、夏季オリンピックの出場も視野にいれていた、1998年長野オリンピックのスピードスケート競技500mの金メダリスト、清水宏保が参加したことで話題となった。
以前より一部の競輪選手が当地を練習拠点として活用していたが、2002年3月に甲子園競輪場（西宮市）が廃止となり後に同施設が撤去されたことから、現在は兵庫県を登録地としている選手の多くが、当地を練習拠点としている。